# Claudia Zornoza Roca-Rey
Claudia Zornoza Roca Rey (12 de febrero de 1990) es una destacada deportista peruana de la especialidad de bádminton que fue campeona suramericana en Medellín 2010.

Hija de Francisco Zornoza y de Luz María Roca Rey Cisneros. Estudió en el colegio Santa Úrsula, graduándose en el 2006.

## Trayectoria

### Juegos Suramericanos
Fue reconocido su triunfo de ser la cuarta deportista con el mayor número de medallas de la selección de  Perú en los juegos de Medellín 2010.

#### Juegos Suramericanos de Medellín 2010
Su desempeño en la novena edición de los juegos, se identificó por obtener un total de 2 medallas:

- , Medalla de oro: Bádminton Dobles Mujeres
- , Medalla de oro: Bádminton Equipo Mixto